# やしきたかじん
やしき たかじん（本名：家鋪 隆仁〈やしき たかじ〉、1949年〈昭和24年〉10月5日 - 2014年〈平成26年〉1月3日）は、日本のシンガーソングライター、タレント、司会者、ラジオパーソナリティ。主に関西ローカルや大阪の放送局製作番組に出演していた。愛称は「じんちゃん」「たかじんさん」「たかじん」など。
個人事務所パブリック・インフォメーション・スタイル（P.I.S）代表取締役、大阪を盛り上げるために創設された民間団体「OSAKAあかるクラブ」のキャプテン および理事長 などを歴任した。
死後、やしきたかじんの肖像・楽曲などの権利関係はP.I.S及びP.I.S音楽出版とOffice TAKAJINが主張している状態である。

## 人物・経歴

### 生い立ち
大阪市西成区で男ばかり4人兄弟の次男として誕生。父親の権三郎は工場、パチンコ屋などを経営する裕福な家庭だったが、二度倒産を経験するなど浮き沈みも激しかった。小学生の頃は野球に熱中し、強豪チームに所属。地元公立中学の野球部では主将、捕手、四番打者となり複数の野球強豪高校からの誘いもあったが、才能が無いときっぱりあきらめる。一方、ラジオで聴いたコニー・フランシスの『ボーイ・ハント』で音楽に目覚め、ビートルズの『抱きしめたい』もレコードを購入。2歳上の兄に歌声を褒められ、音楽家を志すようになる。大阪市立成南中学校卒業。桃山学院高等学校在学中は新聞記者に憧れ新聞部に所属。朝日新聞社主催の全国新聞コンクールに入選も果たしている。高校時代、同級生の小谷由紀夫が作詞、たかじんが作曲した「コーヒーインタイム」が、NHK『あなたのメロディー』に採用され、ザ・スパイダースをバックに歌手の奥村チヨが歌った。大学受験に失敗し、系列の桃山学院大学経済学部に進学しながら別の大学を目指す仮面浪人となる。父に「将来は新聞記者か音楽家になりたい」と相談するが、会社を手伝わせるつもりだった父は激怒し、たかじんを勘当する。

### 京都時代
翌年、龍谷大学経済学部へ入学し、桃山学院大学を中退。京都に移り住む。三畳一間の下宿で高校の同級生で関西学院大学に進学した荒木十章らと曲作りに励む。大学は6年在籍したあと中退。祇園のハンバーガーショップ「ホリデーバーガー」で弾き語りで歌ったのを皮切りに、祇園のクラブやスナックでギターの弾き語りを始め、自分の曲以外に様々な曲のレパートリーを増やす。この時期のたかじんは自暴自棄になっており、弾き語りで態度の悪い客には、タバスコ、ママレモン（食器用洗剤）等をぶっかけたり、2階から放り出したりして暴れていたため、次々にクビになったという。

### 歌手活動
1971年に京都レコード（2002年に日音に版権を売却し音楽事業から撤退）から『娼婦和子』でレコードデビューするが、刺激的かつ退廃的、「現在の日本国において、娼婦などという職業は存在しない」との理由で、程なく発売禁止・廃盤された。
1973年5月15日には、京都文化芸術会館で初のコンサートを開催。1974年に東京・二子玉川に移住して地下鉄工事のアルバイトなどをしながら生活するが、1年ほどで再び京都に戻る。その後の1976年に、キング・ベルウッドからシングル『ゆめいらんかね』、アルバム『TAKAJIN』で再デビュー。同年、FM東京が選ぶ最優秀新人賞のベスト5に入る。
1977年に宝塚歌劇団史上初のリサイタル『私の肖像画』を鳳蘭がやるということで、同歌劇団が行った際の「作曲部門担当」の選考で、当時同歌劇団の演出家であった草野旦が、たかじんのデビュー曲『ゆめいらんかね』を聴きその歌唱力と作曲センスを評価。白羽の矢が立ち、宝塚大劇場でも共演。この時、宝塚に楽曲5曲（『うわさ』『ゴロ寝』『ゆめいらんかね』『ひょっとしたらのお話』『ラスト・ショー』）を提供、その内の1曲『ラスト・ショー』は自身が歌ってレコード（アルバム:『プロフィール』の10曲目）も出している。なお、1993年には宝塚歌劇・星組公演『パパラギ』で『心はいつも』を提供し、これもたかじん本人が歌っている（アルバム『MOOD-夢見る男のために-』の3曲目）。
さらに同年、中村敦夫の推薦で『新・木枯し紋次郎』の主題歌『焼けた道』（作詞：中村敦夫 作曲：猪俣公章）を歌う。この時、旅人役でゲスト出演するも、散々な内容でノイローゼとなり自殺寸前にまで追い込まれたという。後に本人は「ガンダムの『砂の十字架』（後述）と同等で生涯最大の汚点」と語っている。また、この時の経験がトラウマとなり、その後テレビドラマ出演や芝居の依頼は一切拒否するようになる（自身が出演の番組（冠番組・ゲスト問わず）でこれを流すことはタブーであり、冠番組で流せば番組をその日を以って終了させると公言していた。ただし『新・木枯し紋次郎』単独での地方局等での再放送は拒んでいない）。これを機に猪俣とは親しくなり、コマーシャルソング「サントリーレッド」「桃屋の塩辛」などを歌うようになる。
1978年、一度は歌手を辞めようと決意するが、周囲の勧めで渋々フェスティバルホールで行われた「第2回大阪大衆音楽祭」に出場し、『ながばなし』というタイトル通り10分程ある長い歌でグランプリを獲得。これがその後の歌手活動を続けていくきっかけとなる。
1980年にファンクラブ「CONCORDE」を設立（2004年度末に本人の意向により解散）。作詞家来生えつこと出会い、シングル・アルバム『明日になれば』をリリース。活動拠点を京都祇園から東京下北沢に移す。当時、レギュラー番組であった文化放送ラジオ『セイ!ヤング』の構成作家で作詞家デビュー前の秋元康と出会い親密な関係になる。当初は相談も兼ねて歌詞を持ってきた秋元に対し「全然アカン、話にならん。持って帰れ」と散々こき下ろしたが、その後に秋元作詞の曲は多数ヒットすることになった（この時の歌詞について、たかじんは「詩じゃなくて作文、文章であって歌詞とは呼べない」と評していた。一方、秋元は「たかじんさんは独特のこだわりがあるから、たかじんさんを納得させる歌詞を書くのは至難の業」と言っている）。後にたかじんは「あの時、なんぼかもろとったらよかったわ」と、ネタとして度々話している。この当時、大阪のほかに東京・仙台・名古屋などにもレギュラー番組を持っており、雑誌『明星』に日本一移動距離の長い芸能人として取り上げられていた。
2009年12月には、その秋元康が作詞、小室哲哉が作曲という形で新曲を発表する予定があることを明かし、翌2010年11月に件の新曲『その時の空』（OSAKAあかるクラブテーマ曲）が発売された。
前述の秋元のコメントの通り、たかじんの歌詞へのこだわりが強く、かつて多くたかじんの曲の作詞・作曲を手がけた鹿紋太郎が新曲作りに取り組む際には、鹿がたかじんの自宅に泊り込んで半月程度の合宿をおこなったという。
1981年には、谷村新司が作詞・作曲し、たかじんが歌ったアニメ映画『機動戦士ガンダム』（劇場版3部作の第1作目）の主題歌『砂の十字架』が13万枚 のヒットとなるが、本人にとっては生涯最大の汚点だという。
これには数々の事情があり、当時たかじんを担当していたディレクターがキングレコードの部長に涙ながらに土下座をして、長い間鳴かず飛ばずだったたかじんに「レコードを出させて下さい」と直訴。その結果キングレコードは条件として、たかじんにガンダムの主題歌を歌うように指示、たかじんも歌詞に「ガンダム」という固有名詞がないことを条件に、（土下座したディレクターのこともあり）渋々承諾する。しかし、歌詞になかなか納得できなかったことと、ジャケットに自分の写真でなく、（同作品の主人公の）「アムロ・レイ」のイラスト（安彦良和が作画）が描かれていた事にたかじんがクレームをつけて発売は延期となるが、結局そのまま発売されてしまったという経緯による。
このように自分の意向が蔑ろにされ、全てが事後承諾で制作された経緯がある作品である上に、無理矢理歌わされた曲が結果的に大ヒットしたため、「これまた人生の汚点だ」として番組などで嘆いた。またその後長い間、『機動戦士ガンダム』を観る事すら拒んだ。しかし後年になり、橋下徹や岡田斗司夫から作品の内容・世界観などを聞かされ、「今、歌えば逆に新鮮かも」と提案された時には、少し色気を出していた。また、自身の公式ホームページでは生前から「その卓越した歌唱力故に起用され、ビッグヒットを放つ」と記述し、全面的に否定的な扱いとはしていなかった。
1982年、大阪駅前第二ビルの一角にマネージャーであった野田幸嗣とともに個人事務所「P.I.S（パブリック・インフォメーション・スタイル）」を設立。その後、1983年にビクターに移籍して『ラヴ・イズ・オーヴァー』をリリース、1984年にリリースされた『あんた』が上昇気流のきっかけとなる。1986年には『やっぱ好きやねん』が関西で注目を集めヒット。さらにこれが「大阪の歌手」として人気を得るきっかけとなり、1987年には『ICHIZU』が関西で大ヒットした。その後も、1989年には『大阪恋物語』、翌年には『なめとんか』がヒット、大阪色を前面に出したバラードシンガーとして根付いていくことになる（『やっぱ好きやねん』をきっかけに若き作家鹿紋太郎と出会って以降、ビクター在籍中二人三脚で楽曲を製作し現在の歌い手たかじんのスタイルを築くこととなった）。本人曰く「歌手一本で食えるようになるまで20年はかかった」という。
この頃には、関西でのたかじんのコンサート・ディナーショーなどのチケットは入手困難となり、常に前売り即完売のプラチナチケットとなっていた。
1992年にポリスターに移籍して『泣いてもいいか』をリリース、1993年には『東京』が約60万枚 の自己最高のヒットとなり、翌1994年に全日本有線放送大賞「特別賞」「読売テレビ最優秀賞」を受賞する。なおポリスター移籍後、多くの楽曲の作詞を及川眠子（和歌山出身）が担当している。
1999年10月5日にフェスティバルホールで行われた50歳記念のバースディコンサート「YASHIKI TAKAJIN 50YEARS OLD ANNIVERSARY SPECIAL CONCERT」で一度休業している。2001年12月12日岡山国際ホテルで行われたディナーショーで歌手活動を再開。2002年8月31日にフェスティバルホールで行われた復活スペシャルコンサート「YASHIKI TAKAJIN SPECIAL CONCERT 2002」を行った際、歌い終わったあとに「やっぱ山口百恵のようにはいかんな、またマイク握っとる」と発言し、ファンは活動再開を喜んだ。なお、2002年12月30日に行われた帝国ホテル大阪のディナーショーを最後に、2003年以降一切のコンサート活動をしなかった。
2003年、「やっぱ好きやねん」がバックに流れ川藤幸三がCM出演した『大阪ソウルバラード』（全15曲のうち5曲がたかじんの歌が収録されている「やっぱ好きやねん」「生まれる前から好きやった」「なめとんか」「大阪恋物語」「あんた」）が阪神タイガースの18年ぶりの優勝に猛進していることも相まって15万枚の売り上げを記録した。
2007年6月9日に行なわれた、当時毎日放送アナウンサーの八木早希の結婚式で「My Memory」「My Way」を披露した（この結婚披露宴はたかじんがプロデュースしている）。
2007年11月16日にやしきたかじん携帯公式サイト「発禁!?たかじん新聞」の「熱唱!!やしきたかじん」というコーナーで、本格的な歌手活動に向けてのハワイでのトレーニングの模様を収めた映像を公開するという形で歌手活動を再開した（歌唱した曲目は「見えない糸」「東京」「ICHIZU」「もしも夢が叶うならば」「Fly me to the moon」「やっぱ好きやねん」。またダイジェストで「エゴイズム」「なめとんか」も歌っている）。
2008年5月に公式サイトをリニューアルし、プラチナムメンバーを対象に「熱唱!!やしきたかじん」をはじめとするたかじんのプライベートやたかじんのオススメ通販情報などを動画で提供するサービスやチケットの優先予約などのサービスを開始する（「熱唱!!やしきたかじん」で歌唱した曲目は「見えない糸」「東京」「ICHIZU」「もしも夢が叶うならば」「Fly me to the moon」「やっぱ好きやねん」「大阪恋物語」「生まれる前から好きやった」「サン・トワ・マミー」「雪が降る」「恋」「ついてくよ」）。
2008年8月29日に読売テレビの開局50周年記念として大阪城ホールで行なわれた、やしきたかじん自らプロデュースする音楽イベントkoi-conにてステージで6年ぶりに歌った。「惚れた弱み」「未練〜STILL〜」「My memory」「大阪恋物語」「東京」「夢見る男のために」「やっぱ好きやねん」「明日になれば」を歌った。（「東京」「やっぱ好きやねん」は松山千春とのデュエット）このイベントの中で「もしかしたらこれ（koi-con）が最後（の舞台）かもしれない」という発言をしているが、同時に歌うかもしれないということをほのめかした。
2009年に7年ぶりのコンサートツアー（8/30岸和田 - 12/14京都、全国10箇所・12公演）ディナーショー（12月20日帝国ホテル大阪）を行った。

#### コンサート
たかじんのコンサートは演出や構成が一切なく、セットや照明も控えめで、あくまで歌とトークを重視したシンプルなスタイルである。3時間前後の内、大半（約6割）がトークに費やされる。歌はかつては15曲前後、晩年期では12、3曲歌う。歌の間に3回から4回ほど2、30分程度（大ネタになれば4、50分）のトークがある。トークでオチをつけないと次の曲の演奏が始まらないことも特徴である（予想外のオチにバックバンドが慌てて演奏に入ることも少なくない）。聴衆からも「曲はレコード、CDで聞くからそれよりも話をして」と言われるという。それ故、ほとんど歌えなかったこともあり、かつてコンサートやライブで歌ったのがたった2、3曲だけだったこともある（例えば、ゲストでたかじん同様にコンサートの大半をトークに費やす円広志を迎えた時などには漫才に熱が入り過ぎる（2時間近くやっていた）ため、たかじんが「緊急事態宣言」を行い、急遽バックバンドに目配せで当初予定していた曲数を大幅カットさせたため、スタッフは大慌てだったという）。
コンサートになると、極度の重圧から自律神経失調症や重度の胃腸炎やノイローゼになり、かつてコンサートでアンコールの緞帳が下りた時に意識を失い、生死をさまよったことがある。客席をまともに見ることが怖いため、ステージに立つ時は必ずサングラスをかけている。トーク時にステージの端から端までウロウロするのはサービスや演出ではなく、精神的に落ち着かないからである。
コンサートのトーク時間が日本一長いことで有名であるが、このようなスタイルになったきっかけは、まだヒット曲に恵まれず鳴かず飛ばずだった頃、どのようにすればコンサートホールが満員になるのかを試行錯誤した結果、このようなスタイルになったとのこと。同様にステージトークも期待されている稀有な存在としては、他にさだまさし、松山千春、根本要、武田鉄矢らがあげられる。

#### たかじんバンド
初期の「フライング・リバティー」<Pf/Key:土井淳（バンマス） G:近藤芳弘 B:奥田勝彦（後にBULGE細木隆広→小笹了水） Dr:五十川清（後に浅川ジュン）の4人構成で、後に、Key:十川知司→森俊之（後に鈴木賢） Sax/Flute:河田健（後にエレファント酒井）らが参加>に始まり、晩年期の「アンビエンス」<1994年春にファンクラブの募集でバンド名が決定した。正式には英語のambienceの発音記号がバンド名。Pf/Key:土井淳（バンマス） Key:鈴木賢 G:近藤芳弘 B:小笹了水（2002年代役で福栄宏之が参加） Dr:浅川ジュン Sax/Flute:小梶博司（2001年から横山貴生）の6人に1995年秋〜1999年に当時たかじんの弟子であった佐々木清次Ag/Choが参加。>また、かつては、尾崎亜美（ピアノ）や河島英五（ギター）らが参加していた。
- 東京時代のバンド
  - 「MAKITA BAND」B:牧田和男、G:岸卓巳・丸山ももたろう、Dr:金原広行、KB:下山金太郎・大久保佳子・田代修二、SAX:春名正治

### タレント活動
普段の喋る時のダミ声の地声と、歌う時の高く澄んだ甘い歌声 とのギャップがあまりにも大きいため、関西以外ではたかじんが歌手であることを疑われることが頻繁にあった。
一時期桂雀々や2代目桂春蝶や『MBSヤングタウン』で共演した桂三枝のもとに付いたり、様々な名だたる上方芸人と交流を深め（特に雀々とは北新地の居酒屋「猫八」で出会って以来の付き合いで、かつては天満のマンションに一緒に住んでいた）、しゃべりや遊びの勉強をしていた事がある（祇園の弾き語り時代には、6代目笑福亭松鶴や藤山寛美にお茶屋遊びを教えられ、3代目桂米朝には大阪宗右衛門町の南地大和屋で遊びの基本を学んだ）。また、富澤たけし（サンドウィッチマン）は歌手としてのたかじんのファンである。
1994年にアサヒビールの関西限定ビール「生一丁」のCMに出演。「あけまっせ！」「これやがな！」の台詞が受け、同製品が爆発的なヒットとなる。
さらに1985年、朝日放送ラジオ『聞けば効くほどやしきたかじん』で初めて帯番組を務める。この時、金曜日に円広志と行なっていた大阪駅ビルのサテライトスタジオ「ABCエキスタ」での公開生放送で注目を浴びる。「音曲漫才（ちゃうのんブルース）」や生ライヴ、さらにはCMを無視した1時間以上にわたる内輪話が大人気となり、観客がスタジオに殺到。その人気ぶりを写真週刊誌『フライデー』が取材。「昼休みにサラリーマンがわざわざ営業車に乗ってまで聴く程のお化け番組」と紹介された。朝日放送ではラジオ・テレビの他のレギュラー番組にも進出。『聞けば-』は1987年10月に終了するが、その直後にラジオ『午後は一気に!サタデーたかじん』のパーソナリティー、さらに夕方の報道番組『ニュースウェーブABC』のコメンテーターを務める。
放送禁止用語や放送局の出入り禁止、名誉毀損（後述）も恐れないストレートな発言で、テレビ・ラジオのパーソナリティーとしても関西では不動の地位を誇り、全レギュラー番組が高視聴率を誇ることから「浪速（関西）の視聴率男」(関西の高視聴率男とも)と呼ばれた。本人は自著の中で「僕を視聴率男と呼ばないで」と記しているが、これまでに数多くの番組をヒットさせた。
読売テレビ製作『たかじんnoばぁ〜』でも、編集なしでは放送できないような発言や暴言を繰り返したが、そのトークが評判を呼んでNNN系列キー局である日本テレビでも放送されるようになる。たかじんがカラオケやギターの弾き語りで歌うこともあった。この「ガオー」がこの番組の名物となる。放送時間が深夜12 - 1時台を過ぎているにもかかわらず、最高視聴率が25%を超え（関西地区）、読売テレビ史上深夜番組の最高視聴率記録を更新する事となった。この番組中に泥酔のため、たかじんの東京嫌い（後述）や、司会におけるスタイルを批判したゲストの立川談志に灰皿を投げ付けて「気に入らんかったら帰れ!」とスタジオから追い出して犬猿の仲に発展したが、トミーズ雅に「放送出来ないから」と止められた。また内田裕也と安岡力也がゲストに来た際、内田が番組のお約束でもあったコントにも参加せず、特に問題発言・行動もなく番組途中で帰ったのに全く怒らずにその後、何事も無かったかのように力也とトークを続ける懐の深さも見せている。ただし、たかじん公式サイトの企画によりハワイで再会するまでの一時期、内田が共演NGのブラックリスト入りをした。
1992年10月より、在京放送局でテレビ・ラジオ合わせて3本のレギュラー番組を持つも、東京に嫌気が差し半年後に全て降板。また、この年は後述する『晴れ時々たかじん』における朝日放送でも局長の失言が原因で、結果としてたかじんは東西のテレビ朝日の系列局で激昂したことにより、テレビ朝日は勿論、在京テレビ局および朝日放送とは絶縁し、出演することがほとんど無くなった。これ以降は、歌手活動と並行しながら関西ローカルで数本のレギュラーを持つようになる。とはいえ、1994年から2004年頃までは、親交のある明石家さんまや島田紳助などが司会の東京収録の番組にも義理でゲスト出演していた（『恋のから騒ぎ』、『開運!なんでも鑑定団』、『料理バンザイ!』など）が、キー局とそりが合わずトラブルを起こした。結果的に、1998年頃から2004年に『さんまのまんま』と『幸せって何だっけ 〜カズカズの宝話〜』にゲスト出演するまで、東京収録の番組には全く出演しなかった。また、1994年10月から2年半の間は大阪発全国ネット番組『たかじん・ナオコのシャベタリーノ』（毎日放送）の司会を務めた。
1994年から自身が司会を務める『たかじん胸いっぱい』（関西テレビ）が開始。さらに1998年には『たかじんONE MAN』（毎日放送）が始まる。この2つはテレビ番組や芸能人など主に業界に関する企画が中心で、番組改編期になると、新番組の平均視聴率を予想するのが恒例であった。また、この視聴率予想の的中率が異常とも言える程の高さを誇っていた。これも「晴れ時々たかじん」の司会就任の頃、自宅に10台前後のビデオデッキを使って、テレビ番組の動向をたとえ本人が嫌いな番組であってもチェック（以前はチャンネルごとに録画していたが後にジャンルごとに録画する形に変更）していて以来続いた、ネタのひとつである。
これまで芸能関連の企画が多かったが、2002年、政治・経済などの時事問題をテーマにした特別番組『たかじんのそこまで言って委員会』を放送（翌2003年にはレギュラー化）。そして2004年には『ムハハnoたかじん』が開始、5年間守っていた「レギュラー2本」が倍増した（2011年1月から死去するまではレギュラー3本）。理由について本人は「老後のため」とギャグで交わしていた。

### 家族に
生前から本人はあまり家族の事を語らず、特に両親とは数十年以上絶縁状態にあった。母の光子についても、言及はかなり少ないが、憎んでいたと発言したことがある。
生前に三度結婚しており、20代前半で別れた1人目の妻との間に一女がいる。離婚理由について「1人目は、銭湯に行ったまま帰ってけぇへんねん」とギャグにしていた。1人目の妻は1988年10月5日（たかじんの39歳の誕生日）にクモ膜下出血で急死している。1993年12月25日に再婚した15歳年下の和服モデルの2人目の妻は2006年に「離婚届けを送ってきよった」と『そこまで言って委員会』で発言していた。自身が食道癌などで闘病を続けていた2013年10月には、30代の一般人女性と再々婚していたことがマスコミなどで報じられた。

### 名前
たかじんの父・権三郎は、息子の命名を知人の易者に依頼したが、隆仁（たかひと）であったため、父が「天皇陛下の「『仁（ひと）』を使うとは畏れ多い」という理由で、「仁」を「ひと」ではなく「じ」と読ませ「隆仁（たかじ）」と命名したことによるものである。戸籍名も「たかじ」とされていることが、没後実弟により明かされており、小さい頃は「たかし」「たかし兄ちゃん」とも呼ばれていたという。「たかじん」は本人が決めた芸名である 。

### 病歴
幼少の頃、遊んでいた時にダーツの矢が左の眼球に刺さり、視力が低下。それ以降は常に眼鏡を掛けるようになり、トレードマークになっていた。2002年に後遺症の緑内障の影響により、ファッションのためだけでなく、常にサングラスを掛けていた。   
2006年4月に、持病の腰痛（ヘルニア）治療のためレーザー手術を行い、さらに歯の治療（表面を削った上で抗菌パネルを張ることでワイン焼けやヤニで歯が汚れないようにし、奥歯にインプラントを入れた）や喉のポリープの治療も行った。また、片目に白内障を患い、手術を行ったことを2006年9月10日放送の『たかじんのそこまで言って委員会』で、本人が明らかにしている（収録2日前の9月6日に手術したと述べている）。術後はスタジオが明るくて爽快と述べた。2007年11月には右目のみレーシックの手術を受け、翌月（12月）には左目の外斜視の矯正手術を受けた。本人曰く「60歳迄に腹以外の肉体改造をする」と語っていた。なお、日々の不摂生を補うための点滴にも定期的に通っていた。

#### 闘病と死去
2012年1月31日には公式ウェブサイトで、食道癌（早期のものと発表していたが、実際は進行していたという）治療のため、芸能活動の休止を発表した。
2012年1月30日に発覚したこの初期食道癌について、たかじんは「悪性やと思っていた。これまで好き勝手に生きてきて、これで良性やったら申し訳ない」として、落胆することはなくその日の夕食にも焼肉を平らげたという。翌31日には、芸能活動の休止を発表し、2月には東京の病院へ入院。ここでは、「サインが簡単だから」という理由で画数が少ない林一を名乗っていた。ここでは、抗がん剤治療を受けながら、4月9日には最新型の3D内視鏡を用いた切除手術を受けたものの、縫合不全があったため、再手術を受けることになった。しかしながら、これも1ヶ月で回復を果たし、最初の外出ではマクドナルドのハンバーガーのフィレオフィッシュを買って食べ、さらには「9月までは無理」と宣告されていた退院も6月に強行するなどしており、この回復の速さには主治医も驚きを隠せないといわれた。7月には自身の生活拠点の一つである北海道へ移住し、腸に直接栄養を補給するためにパイプを取り付けたものの、それをも自分で抜いてしまうなどしている。結局、9月には抗がん剤の副作用の影響で再び入院することになったものの、これも通常2週間の入院を一泊二日で切り上げている。これは、入院した翌日に札幌競馬場で競馬観戦に興じたかったからであるという。
その後、11月にハワイの別荘に移動し、カラオケ20曲を熱唱したり、仲間3人とワイン10本を空けるなどしており、ここでも病気休業前の豪快さを誇示していた。なお、このハワイには例年同様、年明けまで滞在しており、ここでゴルフに興じた際には、偶然にも島田紳助と会った。たかじんがそこまで言って委員会で語った内容によれば、ゴルフコースで自分たちの前を回っている4人組に順番を替わってほしいと頼んだところ、その中に紳助もいたという事であり、「兄さん大丈夫ですか?」と紳助がたかじんの体調を気遣う発言をすると、紳助の引退問題に絡めて「それより、お前こそ大丈夫か」と切り返したということである。
芸能活動休止から1年2か月後の2013年3月21日『たかじん胸いっぱい』の収録より仕事復帰（2日後の23日に放送）。
しかし、2013年5月、「疲労による食欲不振や睡眠不足などによる体力低下」を理由に再び休養。以後、死去するまでにメディアに出演することはなかった。休養期間中の2013年10月に3人目の妻を迎えていたことが、2013年12月にマスコミ報道などで明らかにされている。
北野誠によると、たかじんは2013年12月31日、病室で『第64回NHK紅白歌合戦』を視聴していたという。北野は「最後までリモコンを離さず、出にくい声で『綾瀬はるか（紅組司会）、これどやねん？』と突っ込んでいた」とその様子を報告している。死後の報道によれば、この時点でがんが全身に転移していたという。
2014年1月3日未明、東京都内の病院で、心不全で死去した。死去の事実は、たかじんが生前に関係者や遙洋子に対して「みんながめでたい気持ちで迎えている正月に、自分の訃報で（関係者およびファンに）悲しい思いをさせたくない」との意向を示していたことを踏まえて、5日に密葬を済ませた後、日本時間7日23時に所属事務所のP.I.Sから公表。また遙には、7日の午前中に、3人目の妻より伝えられた。3人目の妻が「やしきがお茶したい」と、自宅に呼び出し、そこで伝えられた。独身の遙が、ニュースで先に知ることにならないようにするための配慮から別途伝えられることになった。享年66（64歳没）。
この時間帯に放送していた民放各局の全国ネットの報道番組が、速報扱いで訃報を伝えた。
訃報を受けて、たかじんと親交のあった多くの音楽・芸能関係者、さらには安倍晋三内閣総理大臣や橋下徹大阪市長（いずれも当時）をはじめとする政治家など、多くの各界著名人が追悼のコメントを発表した。遺作となった『その時の空』を作曲した小室は、たかじんの復帰に向けて、自身の曲・秋元の詞によるニューシングルの制作を準備していたことをtwitterで明かした。
生前に多数の冠番組およびレギュラー番組を放送してきた毎日放送では、訃報が伝えられた翌日（同月8日）に、毎日放送のラジオで追悼特別番組を急遽生放送。また、『たかじん胸いっぱい』『たかじんNOマネー』『たかじんのそこまで言って委員会』でも、相次いで追悼企画を収録・放送した。いずれの番組も、当面はたかじんの名を冠したままで放送を続ける方針を打ち出している。さらに、生前にたかじんのレギュラー番組を放送していた在阪民放テレビ5局が、同年春頃までに大阪で「やしきたかじんさん お別れの会」を共催する計画が浮上。3月3日には、たかじんと親交の深かった10人 と在阪民放局5社の各社長を発起人として、2部構成によるお別れの会「TAKAJIN MEMORIES 2014 あんたのことが ICHIZUに やっぱ好きやねん」をリーガロイヤルホテル大阪の「光琳の間」で開催した。同時期にたかじんの事務所の「P.I.S」とは別に「Office TAKAJIN」を3人目の妻が権利関係の事務所として設立している。
死後、たかじんが残したとされる膨大なメモや3人目の妻の看護日記と証言などを元に、百田尚樹が取材し執筆したノンフィクション本『殉愛』が2014年11月7日に幻冬舎から発行された。この本の出版を受け、たかじんと最初の妻の間に産まれた（当時）41歳の長女は11月21日に名誉毀損・プライバシー侵害で発行元の幻冬舎に対し、同書の出版差し止めと1100万円の損害賠償などを求める訴えを東京地裁に起こした。長女側は、裁判の中で「たかじんと長女の間に確執があったように書かれている、長女がたかじんに金銭を求め続ける一方でたかじんに冷たい態度を取り続けるなど非常識な人物であるかのように本の中で書かれている。」が、「これらは、事実に反する虚偽の記述である。ほかにも、身に覚えのないことが証拠なしに書かれている箇所が多数ある。名誉と感情を傷つけられたうえに、（長女）自身の生活に誤った認識を与える可能性がある」と主張した。またそもそもこの本は、一部の遺族（再婚した3人目の妻側）が百田に喋った一方的な主張を無批判にそのまま記述して出版しており、長女やほかの親族（たかじんの母親・たかじんの弟達など）にも全く事実確認取材がなかったとも主張し、本に記述されている内容（「3人目の妻」側の証言）を否定する具体的証拠も提出した。一方、幻冬舎・百田側は、裁判の中において「たかじん・長女間に親子確執があった」などの記述を裏付ける「明確な証拠」を出すことができなかった。
裁判の結果、長女側の主張がほぼ認められた。この結果を受けて、幻冬舎側は控訴、上告するも最高裁に棄却され、出版差し止めは認められなかったが、合計7箇所について「事実に反する虚偽記述、プライバシー侵害及び名誉毀損」が認められ、賠償金365万円の支払いを命ずる判決が確定している。
たかじんと長女に関するエピソードとしては、『おやじと、娘と、たかじんと（2002年6月9日）ABCテレビ』のなかで、長女からの手紙が公開され、たかじんが号泣するシーンがTVで流れている（その直後、番組共演の秋野暢子が「（他地域で暮らしている長女と）年に一回会うの楽しみ？（長女のことやっぱり）心配やんな。」と声をかけ、たかじんが泣きながら頷くシーンもある）。また、『そこまで逝って委員会 - やしきたかじん追悼スペシャル - （2014年1月25日）読売テレビ』においても、辛坊治郎が『あれほど愛していた娘さんは、中国に留学して中国語もペラペラ』という発言をして、宮根誠司、山本浩之などが「そうですね」と深くうなずくシーンもTVで放映されている。
また、『婦人公論　2015年1月22日号』において長女自身が父・たかじんとの数々の思い出を（独占インタビューという形で）詳細に語っている。
2016年10月、大阪市天王寺区生玉町6-12の法音寺に墓が建之される。

## 仕事に関するスタンス・特徴

### 「営業」の仕事を一切受けない
たかじんが大阪でP.I.Sを設立した直後は、関西での仕事の依頼が皆無だったことに加えて、既に離婚していた最初の妻への生活費・養育費の支払いなどで苦しい状況にあった。やがて、あるクラブから、マネージャーの野田を通じて「営業」（クラブのステージで数曲を歌う仕事）の依頼が舞い込んだ。「営業」と割り切ればギャランティとして大金を得られる仕事だったが、「いったん引き受けてしまうと、（歌手として）何か大切なものまで売ってしまう」と感じたたかじんは躊躇。結局、野田と協議した末に、「営業」の依頼を断った。この時の決断がきっかけで、たかじんも野田も、「営業」の引き合いに一切応じなくなった。

### 同じ時期に出演するレギュラー番組は最大でも3本
たかじんが1970年代後半に「日本一移動距離の長い芸能人」（前述）と称されるほどにまで多忙を極めたのは、当時の東京での仕事の窓口だったヤングジャパンから、週に6本ものラジオ番組でレギュラーを任されていたことによる。ただし、いずれの番組でも、たかじんの役割は同社からの情報を提供する「ナビゲーター」に過ぎなかった。
たかじんは、そのような境遇で2年ほど過ごした末に、同社の社員だった野田と共に東京からいったん撤退。「歌手」としての仕事を地元の関西に求めた。しかし、たかじんをかつて『MBSヤングタウン』のレギュラーに起用した渡邊一雄 (プロデューサー)から、「大阪というか関西では、歌だけで食べていかれへんぞ」と指摘。これを機に、出演を依頼された全ての番組でレギュラーを引き受ける道を選んだ。たかじんが後に述懐したところによれば、（タレントとしての）上昇機運をつかんだことを実感したのは、『聞けば効くほどやしきたかじん』のパーソナリティを務めていた時期だったという。
もっとも、『聞けば効くほどやしきたかじん』や『晴れ時々たかじん』を軌道に乗せてからは、同じ時期に出演するレギュラー番組を最大でも3本に限定。東京へ再び進出した1992年度の下半期にも、大阪・東京で3本の姿勢を貫いた。たかじんの逝去後も、在阪の民放テレビ局では、「たかじん」の名を冠した3本のレギュラー番組が放送を続けている（前述）。ちなみに、たかじんは生前、レギュラー番組を3本以下にとどめるようになった理由について「企画の段階から参加できない番組でレギュラーを務めることは、『ギャラ稼ぎ（を狙った）流しの仕事』に過ぎないので視聴者に失礼」「新番組を引き受ける限りは（視聴率で裏番組に）圧勝しなければならないが、不器用な自分の能力では3本が限界」「テレビ番組に関わる以上、（自宅へ大量に設置した）ビデオデッキで録画した番組を全部見たうえで、放送内容を徹底的に分析しなければ納得が行かない」と述べている。

### 東京の放送局での仕事を極力避ける
上岡龍太郎と同じく東京の放送メディアの組織・社員の体質を激しく嫌っていたため、在京局の番組での出演は非常に少なく、大阪発を含めても全国ネットの出演番組も多くなかった（なお、上岡は1987年から2000年の引退まで大阪発を含めて全国ネット番組への出演が増加していた）。かつて『たかじん胸いっぱい』（関西テレビ）の全国ネット化をキー局のフジテレビから打診され、また『たかじんのそこまで言って委員会』（読売テレビ）もキー局の日本テレビからゴールデンタイムでの全国ネット化を熱望されたが、たかじんが「関東には絶対流さない」「関東で放送されるくらいなら辞退する」と言い（同番組の出演者も宮崎哲弥などが多く反対している。）、在京キー局（関東）ではネットされなかった。
1990年代以降、在阪局の制作であっても全国ネット番組では在京の制作プロダクションを起用して東京都内のスタジオで収録する事例が増加していたが、研ナオコと共に司会を務めた『たかじん・ナオコのシャベタリーノ!』に関してはスタッフ・出演者が東京の放送メディアでの仕事を避けていたたかじんの意向を尊重したことから、大阪での収録としていた。
しかし、『たかじん胸いっぱい』は 過去にテレビ埼玉、tvk、とちぎテレビ、群馬テレビなど関東の独立局でも放送していた。このことは東京都民も視聴できる可能性があるものの、そこまでは反対していなかった（かつてGAORAで3ヶ月遅れで放送された『たかじんONE MAN』もケーブルテレビを介してなら視聴可能だった）。東京都の独立局であるTOKYO MXについてはその他の在京キー局ほどではないとはいえ「東京唯一の独立局だけれども東京のテレビ局だから」だけでキー局扱いにして毛嫌いしていたことから、独立局ではTOKYO MXのみ、たかじんの出演番組のネット放送は開局以来全くされなかった。千葉テレビでは『たかじんnoばぁ〜』の復活特番第1弾でネットの実績がある。
在京キー局では放送できない内容を多く話し、オンエアではほとんどカットされている。これについてたかじんは常に不満を述べており、時には収録中にクレームをつける事もあった。関西・関東以外の地方局でも放送できないと判断される場合もあった。関西（西日本）と関東（東日本）でたかじんの印象が違うのはこのためである。このような事から、在阪局制作のレギュラー番組でも基本的にたかじんは東京キー局や一部の地方局へのネットを断わり、放送地域が拡大することを不服に思っていた。実際、1998年3月の『たかじんnoどォ!』（読売テレビ）の終了以降、たかじんのレギュラー番組は関東地区では独立局でのみ放送し、キー局では放送されなかった。
たかじんの出演する番組は1998年以降、静岡県以東の東日本の放送局では放送されない時期もあったが、後に、『そこまで言って委員会』が関東、福島、岩手、青森、山形、福井、沖縄 以外の全国各地で放送されることになった。特に北海道、中京圏（愛知・岐阜・三重）、広島県、熊本県（一時は愛媛県、富山県でも）では死去時点まで出演していた全番組を放送していることもあり、関東以外での知名度は上がっていた。関東地方でのマスコミ露出が少なかった1999年頃には一部で死亡説が流れた事がある。普段のレギュラー番組で、47都道府県関係なく、放送禁止用語が飛び交う内容で身内を含んで容赦なく批判していたが、2005年1月1日付朝日新聞東京本社版別刷り特集にインタビューが掲載されている。一方で、「くるダス」（アスコム）のインタビューでテレビ東京を応援しており、『ペット大集合!ポチたま』と『新春ワイド時代劇』（両番組ともテレビ東京）に太鼓判を押している。
2004年には、親交のある細木数子たっての希望でフジテレビ系全国ネットの『幸せって何だっけ 〜カズカズの宝話〜』にゲスト出演。その3年半後、2008年7月21日の読売テレビ制作・日本テレビ系全国ネット『情報ライブ ミヤネ屋』に仕事復帰したばかりの親友の歌手・松山千春との単独インタビューのインタビュアーを務めた（後述）。
2011年11月26日放送のフジテレビ系列『めちゃ2イケてるッ!』2時間SP内のコーナー「やべっち寿司」に出演した。全国ネットの番組出演は約3年振り、東京での収録は約7年振りである。
東京などの関東圏に対しては、放送局などのメディア関係での仕事は避けていたが、それ以外では必ずしも嫌っていたわけではなく、東京都内にも住居を所有して私用や音楽関連の活動などで滞在することはあった。

### 在京局および一部地方局への批判
在京キー局や（キー局の意向に追随する）一部地方局の首脳はたかじんの態度を快く思っていない。筆頭が当時フジテレビ会長であった日枝久で、これによりフジは『たかじん胸いっぱい』の人権侵害事件や『発掘!あるある大事典II』の捏造事件を庇いだてなく報じていたが、それ以上にたかじんは東京キー局や一部地方局の首脳を「きちがい」「アホの頂点」「東京を嫌って何が悪い。文句あるんやったらかかってこい」と非難している。とは言え、『たかじんONE MAN』で「俺が嫌っている都道府県は東京都だけや」と発言したことから、東京以外の首都圏の県を特に嫌っているわけではない。事実、前述の通り東京以外の関東地方では、たかじんの番組がネットされていた。しかし、上岡龍太郎や島田紳助同様、和歌山県に対しても、テレビなどで「近畿のお荷物」などと暴言や悪口を発言しており、吉本を中心とした関西芸人にこのような傾向がある。
在阪民放各局の首脳陣とは深いつながりがあり、自分の番組以外でもキャスティングや企画・編成にも関わる場合があった。

### NHK（公共放送）の番組には絶対に出ない
『紅白歌合戦』に関しては年末年始に番組内で特大パネルを用いての批評が定番と化していた（後に批判が減少し、援護するようなコメントが増加していた）。実際、NHK側が「たかじんの出演が紅白のイメージに合わない」と、たかじんの紅白出場の可能性を完全否定したことから、たかじんは生涯1度も紅白に出場することはなかった。それでも、2009年の『第60回NHK紅白歌合戦』の出場を最後に「後進に枠を譲りたい」との理由で紅白勇退を表明した布施明が、たかじんの紅白出場を推奨したが、実現はしなかった。持ち歌が紅白の舞台で披露されたのはたかじんの死後で、死去した2014年の『第65回NHK紅白歌合戦』にて、たかじんと親交の深い天童よしみが追悼の意味を込めて、「やっぱ好きやねん」を熱唱した。
たかじんの死後、40年以上親交を続けると同時にライバルでもあった上沼恵美子（紅白で2回紅組司会を務めた）が、読売テレビ・中京テレビ『上沼・高田のクギズケ!』で「たかじんさん。東京嫌いやとか言うてたけど、紅白出たかったんと違う?本音の本音の本音は歌手ですからね。関西ローカルタレント同士で、来世は、彼が歌で紅白に、私が司会…そんなお付き合いをしたい…」と、涙ながらに語った。
自身の出演は拒絶していたが、自身の持ち歌をNHKの歌謡番組で他の歌手がカバーすることや、『NHKのど自慢』出場者が選曲・歌唱すること、ラジオ番組でレコード演奏することまでは拒絶していなかった。

### 朝日放送幹部との対立
朝日放送（ABC）では、1980年代後半から1990年代前半まで、『聞けば効くほどやしきたかじん』（ラジオ）のパーソナリティを務め、『晴れ時々たかじん』（テレビ、いずれも生放送番組）の司会者として視聴者・リスナーから人気を博した。しかし、後述する関係者の発言などで心証を害したことから、『晴れ時々たかじん』の終了後はレギュラー番組を持たなかった。
『聞けば効くほどやしきたかじん』では、当時『必殺』シリーズ（朝日放送テレビ制作）のスポンサーだった養命酒製造の主力商品・養命酒について、「説明書には『だんだん効いてくる』と書いているけど、いつ頃から効くのかよく分からない」という単純な疑問から「全部（ボトル1本分）飲んだら吐いてしもた」と発言。この発言が同社に伝わったことから、たかじんはラジオ制作局長の勧めで始末書を提出せざるを得なくなった。さらに、別の出演日に自家用車で朝日放送本社内のラジオスタジオへ向かったところ、交通渋滞に本社警備員の不手際が重なって本番開始5分後にスタジオへ到着。スタジオへ着くなり、「駐車場へ車を入れようとしたら、警備員が理由（社内での社葬）を言わずに駐車場へ入れさせてくれなかった。毎日来てる人間がどうかも分からんような警備員を使うぐらいだから、この放送局（朝日放送）はそもそも社員教育がなっとらんのよ」「若い社員がアホなんは、上司がアホやからやろ。ひょっとすると、ここはアホから順番に社長になっていきよるのんと違う?」とまくし立てた。しかし、この放送を聴いていた当時の副社長が激怒。たかじんに朝日放送への永久出入禁止処分を課す構えを見せたことから、たかじんも「（朝日の事を）ボロクソ言うたら」と吐き捨て副社長への謝罪を拒否した。結局、当時の社長・藤井桑正が「そんなこと（出入禁止）をしたら（朝日放送の番組へ出演する）タレントがいなくなる」という一言で仲裁に入ったこともあって、たかじんは1週間の謹慎だけで放送に復帰した。
『晴れ時々たかじん』では、視聴率が低迷していた開始当初に、馴染みの鉄板焼屋で旧知の乾浩明（当時アナウンス部長）と遭遇。前々番組の『ワイドショー・プラスα』シリーズで長らく司会を務めてきた乾に対して、「いやー、視聴率が全然上がりません。番組やめたほうがよろしいですかね?」と相談したところ、乾から「そやそや、君には荷が重すぎるんやで。早よ辞めた方が君のためやで」と冗談交じりで忠告された。この忠告に対して、たかじんは「乾を見返してやる!」と奮起。結果として、同番組の視聴率を（平日午後の番組としては）異例の高さにまで押し上げた。しかし、たかじんの意向で放送を終了した直後の慰労パーティーにおいて、朝日新聞出身の幹部が挨拶の中で「なぜこんな番組が視聴率を取るのかわからない」と発言。この発言に激怒したたかじんは、この幹部のような朝日新聞出身者への反感を抱くあまり、長らく朝日放送テレビ・ラジオの番組へ出演しなかった。
以上からわかるように、朝日放送、とりわけ朝日新聞出身の幹部に関しては反感を抱いた結果となる一方で、アナウンサーや番組スタッフなど一部の人物に関しては懇意にしていた面もある。いくつかの例として、朝日放送の若手アナウンサー時代に『午後は一気に!サタデーたかじん』『聞けば効くほどやしきたかじん』で共演していた宮根誠司には、かねてから親交のあった西村嘉郎（当時社長）への直談判を通じてフリーアナウンサーへの転身（2004年4月）につなげた。さらに、龍谷大学放送部の同期生であった林伸一郎とは、林がアナウンス職を退いた後の2003年4月頃に『たかじんONE MAN』（毎日放送）の「対面ショー」という企画で久々に共演。『必殺』シリーズをはじめ、朝日放送テレビ制作のドラマのプロデュースで知られる山内久司（元専務）も、役員からの退任後に『やしきたかじんプロデュース』（テレビ大阪）や『たかじんのそこまで言って委員会』（読売テレビ） にゲストで出演していた。

### ラジオ大阪の番組とは無縁
たかじんは在阪局であるラジオ大阪（OBC）でレギュラー番組を持った経験がない。
ラジオ大阪でたかじんが出演した実績は、ゲストとして「鶴瓶・新野のぬかるみの世界」・「歌って笑ってドンドコドン」に出演したことと、代役として出演した『オールナイトニッポン』がラジオ大阪のスタジオからニッポン放送のネット受けで放送されたことがあるのみである。
特にラジオ大阪を嫌っていたわけではないが、出演経験が少ないため、たかじんはラジオ大阪のことを話すことは滅多になかった（前述の「放送内容を徹底的に分析しなければ納得が行かない」の観点からすれば、「レギュラーがない以上語れない」ともとれる）。しかしながら、『たかじん胸いっぱい』では、元OBCアナウンサーの中井雅之と共演していた。

### 在京・在阪以外の地方局との関係
東京・大阪以外の地方局に範囲を広げれば、ネット受けしたことがある放送局を含め、たかじんが出演したことのない放送局は多数存在する（出演経験のある地方放送局は、RKB毎日放送、熊本県民テレビ、北海道文化放送など）。

### 生放送のレギュラー番組を極力持たない
1990年代まで生放送番組に出演していたが、1998年3月に『たかじん生JINJIN』（毎日放送ラジオ）を終了してからは、生放送によるラジオのレギュラー番組を持たなかった。ただしテレビでは、『ムハハnoたかじん』（関西テレビ）や『たかじんNOマネー』（テレビ大阪）で、定期的に生放送を実施した時期があった。また、他の冠番組でも、生放送による特別番組を編成したことがある。
『たかじんのそこまで言って委員会』が熊本地区で20%超の高視聴率を獲得したことを記念して、共演の辛坊治郎と共に2007年7月9日にくまもと県民テレビのローカルワイド番組『テレビタミン』に生出演し、2008年4月10日放送の『なまみつ』に桂ざこばとともに番組中に乱入して出演した。同年8月、タカアンドトシの冠番組『タカアンドトシのどぉーだ!』（北海道文化放送の番組で『胸いっぱい』とは重複時間も発生する番組）にもゲスト出演している。

## タレントや芸人に対する眼力
関西地方の人気アナウンサーだった宮根誠司を、全国区のフリーアナウンサーに転身させたことで知られる。横山たかし・ひろしはこれまで目立った活躍はなかったが、「たかし・ひろしは面白い」と絶賛したことから、たかじんの番組に呼ばれることが増えた。
グラビア雑誌の表紙を飾っていた、駆け出し当時（グラビアアイドルとして）のほしのあきを目に留め、後日即座に自身の番組にブッキング。しかしその後ほしのが全国区でブレイクしたため、改めてゲストにブッキングすることが困難になった。
一方で、たかじんが才能を見抜けなかった者として、前述するように酷評した秋元康や高知東生、出川哲朗などがいる。
また、干された芸人に対する面倒見もよく、旧友の太平サブローが吉本復帰をしたいと知った時は上層部に自分も一緒に土下座をした逸話もある。

## エピソード

### 酒絡み
- 京都会館のコンサートで、ステージ上にはタバコと水割りを用意させ、水割りがなくなるとボーイが取りに行くというもので、そういう状況で当時全く無名でヒット曲が皆無であったたかじんは延々としゃべり続けた（1ネタ40分程度）。客席はホステスばかりで香水の匂いが相当きつかったという。チケットの多くは祇園のホステスにさばかれており、そんなこともあってホステスの多くは店に出勤するためにエンディングを待たずに会場を後にしたという[65]。
- 客引きに「暴力バーあるんやったら入ったるわ」と言い、大阪・梅田にある阪急東通商店街の暴力バーに入り、ビール小瓶2本を注文し、その勘定が5万円程度だったことに激怒し、「俺を舐めとんか?何やこの勘定は。お前とこ暴力バーやろ。10万は取れるはずやろが。暴力バーが生半可なことすんなドアホ!!」と一喝した上で説教を始め、最後にビール小瓶2本分に相当する10万円を払って帰った。金を払って帰る際に店の奥から若い連中が出てきて「兄貴ありがとうございます」と言った[66]。

### 音楽絡み
- 愛用楽器は「MARTIN D-41」（アコースティックギター）である。
- 1987年に徳島文化センターでコンサートを行った際、演奏に入る前に「お客さん、今から歌いますけど、その後の話はとっておきの大ネタですから、聴き逃したら一生後悔しまっせ。トイレ行くなら歌の間に行って下さい」と、たかじん本人は冗談のつもりで言ったが、いざ5曲目の『My Friend』の演奏が始まると、一斉に聴衆が立ってトイレに行きだした。
- プリンスホテルのディナーショーで従来通りのディナーショーしか出来ないという理由でキャンセルするも、ホテル側が違約金600万を要求した。これにたかじんが「上等やないか」とホテルに乗り込み「600万でええんやな。ディナーショーやめさせてもらうわ」と札束を投げ出し帰った。これにホテル側が慌て対応策を出し、かろうじてディナーショーを開催することができた。他にも今は無きホテルプラザでボーイの態度が気に入らないとの理由でディナーショーをキャンセルしたことがある。
- 北新地の本通りでストリートライブを見ていたたかじんが「下手じゃ！」とストリートミュージシャンを殴り、ギターを取り上げ、ストリートライブを始めだした。それからしばらくして、偶然、金村義明が通りかかったのを見つけると「金村、こっち来んかい！」と呼びつけ、「お前も金出せ！」と1万円を出させた。その後、たかじんと金村でたかじんのデビュー曲『ゆめいらんかね』のサビの部分を10分ほど延々と歌っていた。たかじんが泥酔していたためサビの部分しか思い出せなかったという。最終的にチップが30万円くらい集まり、そのストリートミュージシャンに全額渡して帰っていった。
- レギュラーラジオ番組であった『ハロー!ナショナルショウルーム』（毎日放送）にゲストとしてECHOESがプロモーションで出演した際、ボーカルの辻仁成は番組に出演しておきながら質問されても無視し、何を訊かれても「CDを買ってもらえれば分かりますよ」としか答えないなど、全くやる気のない受け答えや横柄な態度に番組が進行しなくなってしまい、最初は下手に出ていたたかじんと出演者であった泰葉がついに激怒。泰葉がたかじんに「やっちゃいな！」と言い放ち、たかじんは録音を止めさせて、「そんなんやったらわざわざここへ来んと、CDだけ売っとったらええやろ！」と譜面台を投げつけ一喝、会場は騒然となった。が、聴衆はむしろ拍手で応えたという。泰葉は番組収録後、たかじんに感謝の意を伝えた。後に語ったたかじんの言い分は、「喋るのが嫌やったらFM[注 14]に出ろ！ ここはAMじゃ！」というもの。ただし、「リーダーはどう思いますか？」というたかじんの質問に、辻が何も答えなかったことも怒りの原因の一つだが、ECHOESのリーダーはドラムの今川なのに、たかじんが辻をリーダーだと勘違いしていたという、たかじん側の落ち度もあった[注 15]。この件に関して、「あの時（25歳）の自分は若かった。たかじんさんの檄を胸に刻み、今は初対面の人には礼儀正しく挨拶するようにしています」という辻の反省と感謝の弁が、2014年11月8日放送の「たかじんNOマネー〜人生は金時なり〜」で流れた[67]。
- 2009年10月26日の京都会館第1ホールでのコンサートで、8曲目の「なめとんか」を歌い終わり、喋り始めるや否や舞台下手から転落し、肋骨3本を骨折、膝を強打し、膝に血と水が溜まる重傷を負った。なお、同年12月14日に同会館で追加公演を行ったが、これが生涯最後のコンサートになった。2002年11月8日での同会館でも、細木数子ネタを披露中に舞台から転落している。しかも、過去に転落したことを喋っている最中に転落した。過去では、和歌山のコンサートで初めて転落したのを機に、神戸のディナーショーなどで転落している。
- 「大阪恋物語」をぜひコブクロに歌ってほしいとノートに綴っており、コブクロが2014年の夏フェス「大阪の陣400年音楽祭」にてカバーを披露することによって実現した。[68]

### テレビ・インターネット絡み
- 休みの日は朝から晩まで自宅で10台以上のHDDレコーダーに撮った録画したテレビ番組を鑑賞し、テレビ局の作る番組の動向をチェックし、気づいたことをネタ帳に記してトークに生かしていた[69]。
- 八尾市にある旭食品が製造している「旭ポンズ」をテレビ・ラジオで絶賛したことがきっかけで、関西で大ヒット商品となり、たかじんが火付け役となって多くの著名人にも愛用されるようになった[70]。
- たかじんが番組中に激怒することがよくあると同時に、たかじんの発言に対し、共演者（特にゲスト）が口論となった末、本番中に帰ってしまうこともよくあった[71]。
- スポーツ中継が嫌いで、プロ野球中継では常に「巨人戦中心のテレビ中継をすべきでない」など、在京局のプロ野球中継にやり方を批判していた。なお、たかじんはかつての南海ホークスの熱狂的ファンでもあり、プロ野球中継にも数年に一度はゲストとして登場していたことがあった。南海ホークスがあった当時はホークス関係で取材を受けたり、ホークスがダイエーに身売りされる話が出た際には戎橋や大阪球場の前で身売り反対の署名活動に参加したり[72]、ホークスにまつわるレコード「南海ファンやもん」（歌：アンタチャブル）をプロデュースしたり、といったエピソードがあった。その後ダイエーに身売りされ本拠地を福岡に移転してからはファンをやめた。
- たかじんの趣味の1つであるゴルフ番組にも登場することがあった。他にも、バレーボールなどで応援するアイドルを起用することに対して、「東京のテレビ局や一部の地方局は、アイドルに無駄な仕事をやらせる」などと不満を述べることが多かった。
- 2008年7月21日の読売テレビ『情報ライブ ミヤネ屋』に仕事復帰したばかりの親友の松山千春との単独インタビューのインタビュアーを務めた。たかじん自身にとっては2004年12月に放送された『幸せって何だっけ 〜カズカズの宝話〜2時間SP』（フジテレビ）以来、全国ネットの番組出演は3年半振り。VTRとはいえ、東京・日本テレビでも流れている番組に出演することは異例のことであった[73]。

### 競馬絡み
- 放送作家の古川嘉一郎が番組の打ち合わせでたかじんの家に来ていたとき、その日がたまたま土曜日であった。打ち合わせ中、競馬中継を観ながら構成作家が「このレース、●●（馬名）で鉄板」というのを聞いて、たかじんは「『鉄板』ってなんですの?」と聞き返した。その馬が1着になれば単勝オッズ2.0倍だから2倍になって返ってくる、ということを聞かされ、その馬の単勝式馬券に10万円を投じたのが、競馬との関わりのきっかけであったが、そのレースは鉄板だったその馬は勝てず、10万円は一瞬で消えたという。
- 日本中央競馬会の馬主登録をしており、2009年の秋華賞を勝ったレッドディザイアの母、グレイトサンライズを所有していた。しかし、2006年以降は個人で競走馬を所有していない。

### 味の素事件
- 1992年12月、たかじんが司会をしていたテレビ朝日の深夜番組M10の料理コーナーで起きた通称:「味の素事件」[74]である。たかじんが「こんにゃくサイコロ ステーキ」を調理中、隠し味に必要な味の素が見つからず、番組スタッフや助手を務めていた服部栄養専門学校の生徒に「味の素はどこや?!」と連呼したが、誰も答えなかったため、アシスタントディレクター（後に小宮悦子と結婚した人物）を殴り、スタジオのセットを破壊する出来事があった。その状況に慌てた共演のトミーズ雅が「味の素を入れたことにしましょう」の発言で軌道修正を試みたものの、「出来ん、それは。味の素が無いのに出来ない!」と調理を放棄。たかじんは生放送中にもかかわらず、スタジオを後にして帰った。スタジオに残されたゲストの中山秀征と大竹まことは、たかじん作成の進行表だけを頼りに残りの放送時間内で「味の素を入れない、こんにゃくステーキ」を完成。トミーズ雅、大竹、中山の3人で試食をして、波乱の生放送を締めくくった[75]。ただし、この激昂は味の素がなかったことはあくまできっかけであり、番組スタッフが以前より大阪のタレントを見下している感が強すぎたからとされる。後日、たかじんは別の番組で「ファックスで再三、打ち合わせしたにもかかわらず、味の素を持って来なかったことに腹を立てた」と話している。この事件で、たかじんは殴った際に右手を骨折した。
- 生番組中に「味の素」と連呼したことで、味の素本社から1000本の味の素が送られて、スタジオのセットやたかじんの楽屋の至るところに置かれるという後日談も生まれた。この差し入れは同社からの善意によるものとされているが、激怒した原因は打ち合わせをしたにもかかわらず制作スタッフの怠慢で進行に支障を来したことから「味の素がなかったから」とすることは本意ではなく「あるかないかの問題ではなく、そもそも制作業務としての当然の通達が全く機能していなかったためである」と本人が吐露している。
- 後に番組内で、たかじんは「騒動を引き起こした責任を取って、番組を自ら降板する」と宣言した。トミーズ雅から説得され、一旦は慰留を受け入れたが、バーのマスター役のたかじんとトミーズ雅が有名人を迎えてトークをする『M10』金曜日の番組構成は、既に関東地区以外で放送されていた読売テレビの『たかじんnoばぁ〜』と全く同じであったため、この事件で『自局制作の番組を模倣した番組』が関東ローカルで放送されていたことを知った読売テレビが、テレビ朝日と制作プロダクションのオフィス・トゥー・ワンに事情説明を求めるまでに発展して、翌1993年3月に降板した。同時に、彼の東京嫌いが決定的なものとなった。
- その後、『上岡龍太郎にはダマされないぞ!（フジテレビ）』に、たかじんがゲスト出演した際、司会の上岡龍太郎のアイディアで、セットに「味の素」を敷き詰めたという後日談もある[76]。
- 後に『たかじんTV非常事態宣言』の企画で、味の素 大阪支社を訪れた際、この事件が味の素の社内でも伝説として語り継がれていることを知る。

### その他
- ヘビースモーカー。銘柄はピース・スーパーライト・ボックス。喫煙による肺気胸の症状も患った。医師から「煙草を止めなければ死にますよ」と禁煙を勧められ、2008年11月から電子たばこも使っていた。
- 桃山学院高校では新聞部の部長を務めたが、多くのいざこざから自らの手で新聞部を廃部にした。その経緯から、同校の卒業名簿の著名な卒業生一覧から「やしきたかじん」の名は抹消されている。文化祭にたかじんをゲストとして招聘する案が学生から度々出ていたが、教職員の猛烈な反対でことごとく頓挫し、終生実現には至らなかった。
- 1980年代、まだ留守番電話が普及していない頃に15万円位するヤマハのポーターサウンドを当時は大阪で売っていなかったためわざわざ神戸まで買いに行き、自作のメッセージを作っていた。自作メッセージには朝用・昼用・夜用とあり、夜用は映画『ジョーズ』のテーマ曲を使用していた。しかし、メッセージを変えるため朝・昼・夜と自宅に帰らなければならず、「こんなもんやってられへん！」とやめてしまった。
- 2008年から松山千春との縁により、札幌市と大阪市の両方で生活していたという。番組中でも、札幌での生活ぶりやすすきの界隈の話を話す機会が多かった。また、気に入っているお笑いタレントの1人であるタカアンドトシの冠番組『タカアンドトシのどぉーだ!』（北海道文化放送で、『胸いっぱい』とは重複時間も発生する番組）にもゲスト出演している。『たかじんTV非常事態宣言』を札幌テレビで収録したこともある。
- 晩年は北川景子のファンであった。過去には、安井ゆたか、吉川十和子、安めぐみ、長澤まさみ、井上真央の事も気に入っていた時期もあり、自身の冠番組でも語っていた[77]。
- 2009年7月は味の時計台とのコラボで大阪と札幌で「心斎橋ラーメンACHA」を期間限定でプロデュースした[78]。
- 上岡龍太郎などを除き、たかじん同様に「物事をはっきりという性格」のタレントとの交友が少なく、代表例として山城新伍や和田アキ子らが挙げられる。ただ和田に関しては、和田がローカル番組にはほとんど出演しないため、東京嫌いであるたかじんとの共演が難しかったという事情もある。なお、明石家さんまや島田紳助など、たかじん、山城、和田それぞれと交友を持つタレントは多く存在し、和田も山城と親交があった。たかじんは一度だけ番宣で『アッコにおまかせ!』に出演した事があり、東京でたかじんの知名度が低い事に愕然としていた。
- 2006年に椎間板ヘルニアを治療しているが、その主治医は衆議院議員の伊東信久である。なお、伊東は日本維新の会の所属であるが、その代表の橋下徹と、伊東の仲を取り持ったのはたかじんであるともされている[79]。
- AKB48について、2013年3月23日に放送された「たかじんNOマネーGOLD」（テレビ大阪）で「AKBのAが出た時ダッ!とチャンネル変える」「1つのコンセプトが、クラスで10番目くらいの可愛い子を集めるっていうけど、1人1人見たら10番目じゃなくて28番目ぐらい」等と発言した[80]。
- たかじんの2番目の妻の智子[注 16]は「神経が細い人だったので、コンサートが近付いてくると、下痢でおなかをくだして、朝からトイレに何回も入ってましたね。精神的に追い込まれているのがわかりました」。弟子で付き人だった小丸豊は「普段、情に厚く優しい人柄だったたかじんが周囲に人がいるとなったとたん、自分を誇示するかのように威張り豹変した」「車を運転している際もひとりのときはそんなことはないのに、同乗者がいると難癖をつけられ、自分の力を誇示するかのように後部座席から殴打される」「酔っ払っているときは恐怖でしたね、人が怒られるのを見るのもつらかったですね。あまりに理不尽な怒り方をしはるんで。うわー、次は自分にくるんちゃうかって恐怖がありました」と語っている。
- 様々な体験から、日本共産党など左翼系にたいする嫌悪感が強く、「たかじんのそこまで言って委員会」などの番組ではたびたび共産党などを批判する発言をしたりパネラーたちの批判意見に同調したりもしていた。ただ、共産党に対して「そこまで言って委員会」の出演オファーをスタッフから絶えず出させるようにしたり（穀田恵二のようにたかじん存命時に出演経験がある人物もいる）、田嶋陽子を番組初期から（隔週）レギュラーパネラーとしてずっと起用し続ける（それはたかじん死後の現在まで続く）など「一方的」にならないような配慮はしていた。
- 歌手グループ「アリス」のメンバーである堀内孝雄とは高校時代の同級生でたかじんが前述した通り新聞部部長だったのに対し彼は軽音楽部部長だった。高校卒業後も何度かコンサートで共演などしており、やしきたかじんが亡くなった後の追悼コメントも行なっている。

## 死去時点での出演番組
- たかじんNOマネー（2011年1月 - 2015年6月、テレビ大阪）
- たかじん胸いっぱい（1994年1月 - 2021年3月、関西テレビ）
- たかじんのそこまで言って委員会（2003年7月 - 、読売テレビ）

たかじんは生前、『晴れ時々たかじん』以降の冠番組について、「『辞める』という自分の一声だけで終了させたいが、実際には辞めたくても辞められない」と話していた。以上の3番組については、死去後も番組名に「たかじん」の名前を残す意向と報じられた。
しかし、『たかじん胸いっぱい』は2015年4月から『胸いっぱいサミット!』（むねいっぱいサミット）、『たかじんのそこまで言って委員会』は『そこまで言って委員会NP』（そこまでいっていいんかい エヌピー）に改題された。
『たかじんNOマネー』は2015年4月以降も『たかじんNOマネー BLACK』というタイトルで放送を続けたため、「たかじん」名義では最後のレギュラー番組になった 。
しかし、同年6月27日放送分で終了したことによって、「たかじん」名義の冠番組は完全に姿を消した。さらに、2021年3月には関西テレビが収益の悪化などを理由に『胸いっぱいサミット!』を終了するため、翌4月以降はたかじんの冠番組をルーツに持つレギュラー番組が『そこまで言って委員会NP』だけになる。もっとも、『そこまで言って委員会NP』の継続については、『たかじんのそこまで言って委員会』時代のレギュラーパネラーだった三宅久之が放送期間中の逝去（2012年11月15日）を前に「自分が亡くなっても続けるように」との遺言を番組スタッフに託していたことも影響している。
なお、上記レギュラー番組が全て放送される地域は、愛知県、大阪府、和歌山県、奈良県、広島県、福岡県である。

## 過去の出演番組

### テレビ番組
レギュラー番組（冠番組・特番も含む）
- たかじんミュージックランド（毎日放送）
- 新・たかじんが来るぞ（毎日放送）
- たかじん・ナオコのシャベタリーノ!（毎日放送・TBS系）
- たかじんONE MAN（毎日放送）
- たかじん生放送!勝手にしやがれ日曜日!!（毎日放送）- 2003年9月14日
- たかじん・円の二人は怪しいミュージシャン（朝日放送）
- 晴れ時々たかじん（朝日放送）
- たかじんの痛快!競馬講座（朝日放送）
- おやじと、娘と、たかじんと。 - 2002年6月9日、2003年1月5日（朝日放送）
- やしきたかじんプロデュース（やっぱ。OSAKA）（テレビ大阪）- 2007年3月10日
- たかじんの世界のちっちゃな国シリーズ（関西テレビ）
- たかじん・円の爆笑宣言!（関西テレビ）
- たかじんno屋敷（関西テレビ）- 2004年5月29日
- ムハハnoたかじん（関西テレビ）
- 2択シアター偉人変人たかじん（関西テレビ）- 2009年9月21日、2010年5月5日
- たかじんnoばぁ〜（読売テレビ）
- たかじんnoどォ!（読売テレビ）
- takajin..come たかじんの「そこまで言って委員会」（読売テレビ）- 2002年5月26日、8月17日、12月22日（たかじんのそこまで言って委員会の前身番組）
- たかじんドクターズ〜そこまで病んで委員会（読売テレビ）- 2006年12月24日、2007年12月30日
- たかじんnoばぁ〜THEガオ-!LEGEND（読売テレビ）- 　2007年10月28日、2008年7月20日
- たかじんTEPPAN（読売テレビ） - 2008年7月13日
- たかじんTV非常事態宣言（読売テレビ）
- たかじんの明日パラHOUSE（中京テレビ）

ほか
レギュラー出演
- BK芸能チャンネル（NHK）
- 歓楽街行進曲（毎日放送）
- おばちゃん1000万円!!（毎日放送・TBS系）[84]
- 浪花座ごきげんライブ（朝日放送）
- 夜はオンリー・ユー（朝日放送）
- ナイトinナイト水曜日（朝日放送）
- YOUごはんまだ?（朝日放送）
- ニュースウェーブABC（朝日放送）
- 新伍のわがまま大好き（朝日放送）
- カルーセルの今夜はうしみつ族（テレビ大阪）
- お昼だドン（テレビ大阪）
- ほっとタイム10時です!（関西テレビ）
- ワイドショーWHO「男の井戸端会議」（関西テレビ）
- Beアップル2時!（読売テレビ）
- どんまい!!スポーツ&ワイド木曜日（読売テレビ）
- サムシングNOW（TBS）
- テレビ近未来研究所（TBS系）
- M10（テレビ朝日）

ほか
テレビドラマ（ゲスト出演）
- 新・木枯し紋次郎 第25話「生国は地獄にござんす」（1978年3月22日、12ch） - 名無しの渡世人

### ラジオ番組
- キング・ポップス専科（朝日放送） - 1979年10月〜1980年4月
- 〜土曜おはようワイド〜文珍のおもしろラジオ（朝日放送） - 1984年[4]
- 突然ですが やしきたかじん（朝日放送）
- 日産ポップ対歌謡曲（朝日放送） - 1985年[4]
- 聞けば効くほどやしきたかじん（朝日放送） - 1985年10月〜1987年10月[4]
- 午後は一気に!サタデーたかじん（朝日放送） - 1987年10月〜1988年3月
- 歌謡曲ぶっつけ本番 金曜スペシャル・たかじんのぶっつけ本番（朝日放送） - 1988年4月〜1988年9月
- 日本列島ズバリリクエスト（近畿放送ラジオ） - 1978年1月〜1979年1月20日
- ハイヤングKYOTO（KBS京都） - 1985年10月〜1987年3月
- MBSヤングタウン（毎日放送） - 1977年10月〜1979年3月（桂三枝（現・六代桂文枝）のアシスタントとして出演）、1981年4月〜1983年3月（メイン格で出演）[4]
- ビアンカミュージックシティ（毎日放送） - 1977年10月〜1978年3月
- 三枝のゲラゲラカンパニー（MBSラジオ） - 1979年1月7日〜1979年4月1日
- HAND IN HAND 〜ミッドナイトパーティー〜（MBSラジオ） - 1979年4月〜1981年3月
- ウィークエンド・イングス（MBSラジオ） - 1982年10月9日〜1985年3月23日
- でんわ大好きKYU-KAN-CHO（MBSラジオ、ナイターオフ編成）- 1983年10月〜1985年3月
- ホームラン歌謡劇場(MBSラジオ） - 1984年10月12日 〜 1985年4月5日
- それゆけ! 火曜やしきたかじん（MBSラジオ） - 1985年4月〜10月、1988年4月〜10月
- 昼めし歌謡曲（MBSラジオ） - 1985年4月13日〜1985年6月22日
- ハロー!ナショナルショウルーム（MBSラジオ） - 1985年10月〜1987年4月[4]
- たかじん生JIN JIN（MBSラジオ） - 1995年7月〜1998年3月
- ザ・ミュージック・タウン（東北放送） - 1980年10月〜1981年3月
- パックインミュージック（TBSラジオ） - 1980年12月〜1981年3月
- セイ!ヤング（文化放送） - 1981年4月〜9月
- たかじん・円のオールナイトニッポン（ニッポン放送） - 1987年2月11日
- そこまでいうか! やしきたかじんの熱血!正義の60分（ニッポン放送） - 1992年10月〜1993年3月
- 電撃わいどウルトラ放送局（ラジオ関東） - 1980年4月〜不詳
- 土曜天国（CBCラジオ） - 1981年1月31日〜1982年4月
- たかじんの風に吹かれて（RKBラジオほか） - 1998年10月〜1999年10月

## ディスコグラフィ

### 代表曲
- 明日になれば - 千葉真一主演のテレビ時代劇『柳生あばれ旅』の挿入歌としても流れている。
- あんた - たかじんと一人目の妻との想いをベースに作られており、たかじんの最も思い入れのある曲のひとつであった。レコーディング中は何度も泣き崩れてなかなか歌えなかった。一人目の妻が急死してすぐのコンサートではこの曲を歌っている最中に泣き崩れて立ち上がれずに歌えなかった。たかじん二度目の再婚直後の1994年8月のシアタードラマシティのコンサートのラストで歌って以来封印されており、次に歌うのは生涯最後のコンサートのラストの曲とまで言い切っていたが果たせなかった。
- やっぱ好きやねん - 東京の人間である作家の鹿紋太郎が、大阪の文化が大好きで作った曲である。たかじんはデモテープを聴いたとき不自然な関西弁に違和感を覚えたという。「やっぱ」は関東弁で、関西弁で正式には「やっぱし好きやねん」である。しかし、「歌詞がメロディーにのらないこと」と、「女性の一途な気持ちややり切れなさを歌いたいのであって、関西弁の歌を歌うのが目標ではない」ということで最終的にたかじんが関西関東合同弁でいこうと決めたという。2014年5月1日からJR大阪駅の発車メロディに使用される[85]。
- ICHIZU - 最初は「ナニワ・トワイライト」というタイトルであったが、たかじんが「今回は関西色を避けたい」「ナニワ・トワイライトでは売れそうなタイトルではない」と鹿に全面的に歌詞の変更を要求し完成した。
- 未練〜STILL〜
- 大阪恋物語-たかじんのコンサートで本編のラストで歌われることが多い定番曲。1988年の春のコンサートで初めて披露された（編曲はバンドマスターの土井淳）。その当時のタイトルは「OSAKA恋物語」であった（1988年8月13.14日のホテルプラザでのディナーショーのプレゼントに1988年6月17日の大阪厚生年金会館大ホールでのコンサートで「OSAKA恋物語」が収録されたカセットテープが配布されている）。その後、1989年4月21日にリリースされたアルバム「The Vocal」に収録されている（編曲は若草恵）のみで、シングルのリリースはない（販促用シングルは除く）。
- なめとんか - たかじんがソングライターの鹿紋太郎に「いつもついていく女ばかりやから、開き直る女の立場で歌を作ってくれへんかなぁ」とリクエストしてできた曲。しかし、この歌詞があまりに強烈であったため、鹿がこれ以上インパクトのある歌詞を書けずスランプに陥り、「もうこれ以上書けません。許してください」とたかじんに言ったという。この曲以降、たかじんは鹿の作品を歌うことがなくなった。
- 泣いてもいいか
- 東京 - コンサートの地名によってサビの歌詞の「東京」を地名に変えるのがこの歌の特徴。1993年度全日本有線放送大賞「読売テレビ最優秀賞」「特別賞」受賞曲。
- さよならが言えるまで
- My memory

### シングル
| #                          | 発売日          | A/B面        | タイトル                                | 作詞                    | 作曲                  | 編曲           | 規格品番                      |
| 京都レコード               | 京都レコード    | 京都レコード | 京都レコード                            | 京都レコード            | 京都レコード          | 京都レコード   | 京都レコード                  |
| -------------------------- | --------------- | ------------ | --------------------------------------- | ----------------------- | --------------------- | -------------- | ----------------------------- |
| -                          | 1971年 5月20日  | A面          | 娼婦和子                                | やしきたかじん          | やしきたかじん        | やしきたかじん | PEP-1                         |
| -                          | 1971年 5月20日  | B面          | さよならの言葉                          | やしきたかじん          | やしきたかじん        | やしきたかじん | PEP-1                         |
| キングベルウッド           |                 |              |                                         |                         |                       |                |                               |
| 1                          | 1976年 10月21日 | A面          | ゆめいらんかね                          | 荒木十章                | 家鋪隆仁              | クニ河内       | BW-4                          |
| 1                          | 1976年 10月21日 | B面          | 流れ者                                  | 荒木十章                | 家鋪隆仁              | クニ河内       | BW-4                          |
| 2                          | 1977年 7月21日  | A面          | 君はどこへ                              | 荒木十章                | 家鋪隆仁              | クニ河内       | BW-9                          |
| 2                          | 1977年 7月21日  | B面          | ほんの昔                                | 荒木十章                | 家鋪隆仁              | クニ河内       | BW-9                          |
| 3                          | 1977年 10月21日 | A面          | 焼けた道                                | 中村敦夫                | 猪俣公章              | クニ河内       | BW-12                         |
| 3                          | 1977年 10月21日 | B面          | けもの道                                | 保富康午                | 猪俣公章              | クニ河内       | BW-12                         |
| キングレコード             |                 |              |                                         |                         |                       |                |                               |
| 4                          | 1978年 12月5日  | A面          | ながばなし                              | 荒木十章                | やしきたかじん        | 馬飼野俊一     | GK-8066                       |
| 4                          | 1978年 12月5日  | B面          | 近頃の人生                              | 荒木十章                | やしきたかじん        | 馬飼野俊一     | GK-8066                       |
| 5                          | 1980年 1月21日  | A面          | 明日になれば                            | 来生えつこ              | やしきたかじん        | 若草恵         | GK-8092                       |
| 5                          | 1980年 1月21日  | B面          | 今さら…                                 | 来生えつこ              | やしきたかじん        | 若草恵         | GK-8092                       |
| 6                          | 1980年 10月21日 | A面          | Walking On                              | いなばきみこ            | やしきたかじん        | 牧田和男       | K07S-53                       |
| 6                          | 1980年 10月21日 | B面          | 明日になれば                            | 来生えつこ              | やしきたかじん        | 若草恵         | K07S-53                       |
| 7                          | 1981年 2月21日  | A面          | 砂の十字架                              | 谷村新司                | 谷村新司              | 青木望         | K07S-157                      |
| 7                          | 1981年 2月21日  | B面          | スターチルドレン                        | 井荻麟                  | やしきたかじん        | 飛澤宏元       | K07S-157                      |
| 8                          | 1981年 6月5日   | A面          | かりそめのパートナー                    | 来生えつこ              | やしきたかじん        | 馬飼野康二     | K07S-200                      |
| 8                          | 1981年 6月5日   | B面          | スマイル・アゲイン                      | 来生えつこ              | やしきたかじん        | 馬飼野康二     | K07S-200                      |
| 9                          | 1981年 12月5日  | A面          | 横顔                                    | 篠塚満由美              | やしきたかじん        | 萩田光雄       | K07S-247                      |
| 9                          | 1981年 12月5日  | B面          | ルーム・ナンバー301                     | 佐藤雄二 みうらとしかず | やしきたかじん        | 萩田光雄       | K07S-247                      |
| 10                         | 1982年 5月21日  | A面          | 愛の時代に                              | 實川翔                  | やしきたかじん        | 萩田光雄       | K07S-290                      |
| 10                         | 1982年 5月21日  | B面          | さよならの落としもの                    | 荒木十章                | やしきたかじん        | 萩田光雄       | K07S-290                      |
| ビクター                   |                 |              |                                         |                         |                       |                |                               |
| 11                         | 1983年 11月5日  | A面          | ラヴ・イズ・オーヴァー                  | 伊藤薫                  | 伊藤薫                | 八木正生       | SV-7347                       |
| 11                         | 1983年 11月5日  | B面          | ハーバー・ライト                        | 伊藤アキラ              | やしきたかじん        | 新谷康彦       | SV-7347                       |
| 12                         | 1984年 5月21日  | A面          | あんた                                  | 伊藤薫                  | 伊藤薫                | 若草恵         | SV-7386                       |
| 12                         | 1984年 5月21日  | B面          | 愛したあとからメランコリー              | 谷口雅洋                | 谷口雅洋              | 若草恵         | SV-7386                       |
| Invitation                 |                 |              |                                         |                         |                       |                |                               |
| 13                         | 1986年 9月21日  | A面          | やっぱ好きやねん                        | 鹿紋太郎                | 鹿紋太郎              | 川村栄二       | VIHX-1698                     |
| 13                         | 1986年 9月21日  | B面          | Yume Irankane （new remix version）     | 荒木十章                | やしきたかじん        | 上柴はじめ     | VIHX-1698                     |
| 14                         | 1987年 8月1日   | A面          | ICHIZU                                  | 鹿紋太郎                | 鹿紋太郎              | 鹿紋太郎       | VIHX-1718                     |
| 14                         | 1987年 8月1日   | B面          | 思い出オン・ザ・ロック                  | 鹿紋太郎                | やしきたかじん        | 鹿紋太郎       | VIHX-1718                     |
| 15                         | 1988年 3月21日  | A面          | 未練〜STILL〜                           | 鹿紋太郎                | 鹿紋太郎              | 萩田光雄       | VIHX-1734 (EP) VDRS-1015 (CD) |
| 15                         | 1988年 3月21日  | B面          | カウント・ダウン                        | 鹿紋太郎                | 鹿紋太郎              | 鹿紋太郎       | VIHX-1734 (EP) VDRS-1015 (CD) |
| 16                         | 1988年 11月1日  | A面          | 愛することを学ぶのに                    | 来生えつこ              | 来生たかお            | 川村栄二       | VIHX-1757 (EP) VDRS-1091 (CD) |
| 16                         | 1988年 11月1日  | B面          | 順子                                    | 鹿紋太郎                | 鹿紋太郎              | 川村栄二       | VIHX-1757 (EP) VDRS-1091 (CD) |
| 17                         | 1989年 非売品   | A面          | 大阪恋物語                              | 鹿紋太郎                | 鹿紋太郎              | 若草恵         | SEP-39                        |
| 17                         | 1989年 非売品   | B面          | ひとり覚え                              | 鹿紋太郎                | 鹿紋太郎              | 若草恵         | SEP-39                        |
| 18                         | 1990年 5月2日   | 01           | なめとんか                              | 鹿紋太郎                | 鹿紋太郎              | 若草恵         | VIDL-10024                    |
| 18                         | 1990年 5月2日   | 02           | 晴れときどきTAKAJIN                     | 鹿紋太郎                | 鹿紋太郎              | 若草恵         | VIDL-10024                    |
| ポリスター                 |                 |              |                                         |                         |                       |                |                               |
| 19                         | 1992年 4月25日  | 01           | 泣いてもいいか                          | 森雪之丞                | 都志見隆              | 平野たかよし   | PSDC-4003                     |
| 19                         | 1992年 4月25日  | 02           | いっぱいの酒                            | 伊藤薫                  | 伊藤薫                | 富田素弘       | PSDC-4003                     |
| 20                         | 1993年 3月25日  | 01           | 東京                                    | 及川眠子                | 川上明彦              | 川村栄二       | PSDC-4029                     |
| 20                         | 1993年 3月25日  | 02           | 夢の雫                                  | 森雪之丞                | 樫原伸彦              | 平野たかよし   | PSDC-4029                     |
| 21                         | 1993年 6月25日  | 01           | さよならが言えるまで                    | 及川眠子                | 坂本洋                | 川村栄二       | PSDR-5013                     |
| 21                         | 1993年 6月25日  | 02           | 見えない糸                              | 及川眠子                | 都志見隆              | 川村栄二       | PSDR-5013                     |
| 22                         | 1994年 3月25日  | 01           | 優しい女には毒がある                    | 及川眠子                | 坂本洋                | 若草恵         | PSDR-5048                     |
| 22                         | 1994年 3月25日  | 02           | はぐれた背中                            | 来生えつこ              | 来生たかお            | 若草恵         | PSDR-5048                     |
| 23                         | 1994年 11月26日 | 01           | 泣いたら負け                            | 及川眠子                | 坂本洋                | 川村栄二       | PSDR-5095                     |
| 23                         | 1994年 11月26日 | 02           | いいがかり                              | 来生えつこ              | 来生たかお            | 若草恵         | PSDR-5095                     |
| 24                         | 1996年 3月25日  | 01           | もしも夢が叶うならば                    | 伊藤薫                  | 川上明彦              | 森俊之         | PSDR-5240                     |
| 24                         | 1996年 3月25日  | 02           | 思い出よりこの瞬間                      | 来生えつこ              | 来生たかお            | 梅垣達志       | PSDR-5240                     |
| 25                         | 1996年 11月25日 | 01           | ICHIZU new version '96                  | 鹿紋太郎                | 鹿紋太郎              | 芳野藤丸       | PSDR-5273                     |
| 25                         | 1996年 11月25日 | 02           | 明日になれば new version '96            | 来生えつこ              | やしきたかじん        | 川村栄二       | PSDR-5273                     |
| 26                         | 1997年 7月9日   | 01           | 惚れた弱み                              | 及川眠子                | 川上明彦              | 芳野藤丸       | PSDR-5280                     |
| 26                         | 1997年 7月9日   | 02           | 待ってあげて                            | 及川眠子                | 来生たかお            | 森俊之         | PSDR-5280                     |
| 27                         | 1998年 6月24日  | 01           | 想い出にて                              | 及川眠子                | 来生たかお            | 若草恵         | PSDR-5299                     |
| 27                         | 1998年 6月24日  | 02           | まだ夏が終わらない                      | 及川眠子                | 山口美央子            | 若草恵         | PSDR-5299                     |
| 28                         | 2003年 10月29日 | 01           | My memory                               | 及川眠子                | P.Jeong-Won           | 住友紀人       | PSCR-6126                     |
| 28                         | 2003年 10月29日 | 02           | 最初から今まで                          | 及川眠子                | O.Seok-June Y.Hae-Jun | 住友紀人       | PSCR-6126                     |
| ビクターエンタテインメント |                 |              |                                         |                         |                       |                |                               |
| 29                         | 2010年 11月24日 | 01           | その時の空                              | 秋元康                  | 小室哲哉              | 鈴木豪         | VICL-36612                    |
| 29                         | 2010年 11月24日 | 02           | やっぱ好きやねん （ニュー・ヴォーカル） | 鹿紋太郎                | 鹿紋太郎              | 川村栄二       | VICL-36612                    |
| 29                         | 2010年 11月24日 | 03           | 大阪恋物語 （ニュー・ヴォーカル）       | 鹿紋太郎                | 鹿紋太郎              | 若草恵         | VICL-36612                    |

※カセットシングルについては省略

### アルバム

#### オリジナルアルバム
1. TAKAJIN（1976年10月21日）
2. 愛しのガール（1977年9月2日）
3. 明日になれば（1980年1月21日）
4. プロフィール（1981年12月5日）
5. CATCH ME（1984年5月21日）
6. For You〜やっぱ好きやねん〜（1986年10月21日）
7. ICHIZU（1987年10月5日）
8. The Vocal（1989年4月21日）
9. 泣いてもいいか（1992年9月26日）
10. Mood-夢見る男のために-（1993年7月25日）
11. egoism-天国はまだ待ってくれる-（1994年8月25日）
12. JINX（1996年4月25日）
13. PROCESS（1997年9月10日）

#### 主なベスト・アルバム
1. Till Now（1981年4月21日）
2. WEST WIND たかじんスペシャル（1986年12月16日）
3. 長い物語―たかじん's HISTORY（1987年4月5日）
4. 決定版 やしきたかじん（1993年11月13日）
5. TAKAJIN DO MY BEST（1996年7月25日）
6. TAKAJIN SINGLE COLLECTION（1998年9月2日）
7. YASHIKI TAKAJIN ANTHOLOGY（2001年12月5日）
8. TAKAJIN THE BEST〜My memory〜（2003年12月10日）
9. エッセンシャル・ベスト やしきたかじん（2007年8月22日）
10. Ballad for Woman〜女性のためのバラード集〜（2008年6月25日）
11. GOLDEN☆BEST やしきたかじん（2008年12月17日）
12. たかじん やっぱ好きやねん -シングル・コレクション-（2014年3月19日）
13. Eternal 〜やしきたかじん全曲集〜（2014年6月18日）
14. やしきたかじん シングル・コレクション 1976-1982（2014年12月3日）

#### ライヴ・アルバム
1. わが輩は歌手である〜たかじんソング&トークライブ〜（1988年3月21日）
2. YASHIKI TAKAJIN 50 YEARS OLD ANNIVERSARY SPECIAL CONCERT（2000年1月29日）

#### タイアップ曲
| 年     | 楽曲                 | タイアップ                                            |
| ------ | -------------------- | ----------------------------------------------------- |
| 1977年 | 焼けた道             | テレビ東京系テレビドラマ「新・木枯し紋次郎」主題歌    |
| 1977年 | けもの道             | テレビ東京系テレビドラマ「新・木枯し紋次郎」挿入歌    |
| 1980年 | 明日になれば         | テレビ朝日系テレビドラマ「柳生あばれ旅」挿入歌        |
| 1980年 | Walking On           | テレビ朝日系テレビドラマ「柳生あばれ旅」主題歌        |
| 1981年 | 砂の十字架           | アニメ映画「機動戦士ガンダム」主題歌                  |
| 1982年 | 愛の時代に           | 武田薬品「アリナミンA」CMソング                       |
| 1982年 | さよならの落としもの | NHKのテレビドラマ「大阪ドンキホーテ物語」主題歌       |
| 1985年 | 愛の宇宙〜COSMOS〜   | 関西テレビ「ワイドショーWHO」テーマ                   |
| 1988年 | 晴れときどきTAKAJIN  | 朝日放送「晴れ時々たかじん」OPテーマ                  |
| 1993年 | 見えない糸           | MBS・骨髄移植啓発キャンペーンソング                   |
| 1994年 | はぐれた背中         | 関西テレビ「たかじん胸いっぱい」EDテーマ              |
| 1994年 | 泣いたら負け         | 毎日放送「たかじん・ナオコのシャベタリーノ!」EDテーマ |
| 2003年 | My memory            | 関西テレビ「たかじん胸いっぱい」EDテーマ              |
| 2010年 | その時の空           | 社団法人「OSAKAあかるクラブ」テーマソング             |

## その他CD/レコード・出版物
- 鳳 蘭「肖像画」（宝塚ミラーボール実況録音）たかじんがゲスト出演したライブの実況版。ベルウッド・レコードの好意により全曲収録。
- 阪神タイガースの優勝を知らない子供たち
- 南海ファンやもん（プロデュース）
- くるダス
- 雀々十八番 上巻（特典ディスクに収録されている「たかじん&円の音曲漫才」に出演）

## 著書
- 『たかじんが来るぞ!』ベストセラーズ〈ベストセラーシリーズ・ワニの本〉、1992年10月。ISBN 9784584008195。
- 『たかじん胸いっぱい―商店街の見える家』ベストセラーズ〈ワニの本〉、1993年6月。ISBN 9784584008492。
- 『たかじん旅たび失礼』ベストセラーズ〈ワニの本〉、1995年5月。ISBN 9784584009451。

## CM出演
- サントリー レッド ジャンボボトル（テーマソングを担当、1977年）
- 桃屋 塩辛（テーマソングを担当）
- 武田薬品 アリナミンA（テーマソングを担当、1982年）
- カゴメ お好み横丁（円広志と共演、1987年）
- 骨髄バンク 10万人目の奇跡キャンペーン（1993年）
- アサヒビール 生一丁（1994年-1996年）[86][87]

## DVD
- YASHIKI TAKAJIN 50 YEARS OLD ANNIVERSARY SPECIAL CONCERT（2003年11月26日、ポリスター）

## 親交のあった人物
- 星野仙一
- 藤山直美 - 過去には女性誌に結婚以上の仲であると報道されたことがある。特番等での共演も多く、プライベートでも12時間以上の長電話をしたり電話口で10曲以上も歌うなど、ふたりの相性が抜群によいことが伺われた。NHKが大嫌いなたかじんも、藤山が出演する連続ドラマ『芋たこなんきん』については自身の番組で「どうぞよろしくお願いします」と（観覧客に向かって）言っていたが、「芋ブタなんきん」（←藤山の体格が良いことから）と本人の前でネタにもしていた（テレビ大阪の特番『たかじんプロデュース』にて）。また、藤山が関西テレビ『ムハハnoたかじん』2007年4月13日放送分でゲスト出演した際、たかじんと夫婦コントを演じた。
- 松山千春　- 『たかじんONE MAN』での対談で初共演後、意気投合し、その後親友となった。コンサートなどで共演している他、闘病中には一時、松山が在住する北海道で療養していた。
- 六代桂文枝
- 堀内孝雄 - 桃山学院高校時代の同級生。かつて同じ事務所に所属し、たかじんのライブなどにゲスト参加する事もある旧知の仲だった。また、20代後半の頃、東京・ニッポン放送の廊下で再会した際「いまアリスやってるねん」と近況を話した堀内に対して、まさか同級生が当時売り出し中のグループのメンバーであるとは思いもしなかったたかじんは、堀内がアダルト向け書籍の出版社であったアリス出版で働いているものと勘違いし「お前ええ歳してもう少し真面目な仕事せんかぁ!!」と説教をした。
- 桂ざこば - 一時期不仲になった時期があった。ざこばが朝丸だった当時、サンケイホールで行われる予定だった2代目桂ざこば襲名記念講演が中止となり、たかじんがその日の朝日放送ラジオで「サンケイをケツ割った」と発言してネタにした。後日、たかじんが当時司会を務めた『ナイトinナイト』水曜で「桂ざこば襲名記念特番」でゲスト出演したざこばが無口だったので、たかじんが「プロやったらしゃべれ」と一喝し、ざこばが「プロやからしゃべらんのや」と激怒し、収録中にもかかわらず帰ってしまった（2011年6月25日の『そこまで言って委員会』増刊号より）。この件で暫く不仲になったが、『たかじんnoばぁ〜』で和解し、再び親しい仲に戻った。
- 桂南光 - 「晴れときどきたかじん」の後継者として南光を指名。一晩中かけて口説き落とした）
- 桂雀々
- 笑福亭鶴瓶 - 祇園の弾き語り時代、金がなく食べ物を求め2人で四条河原町をさまよっていた。ホームレスに不二家の店の前にあるゴミ箱にあったシュークリームを分けてもらおうと、ジャンケンでたかじんが行くことになったのだが、ホームレスに無視され続け、最後には「兄ちゃん、素人が食ったら腹壊すで」と言われ断られたという[注 18]（2007年11月5日の『そこまで言って委員会』でも語っていた）。また、2010年5月1日放送の『たかじん胸いっぱい』では、41年位の付き合いになると語っている。
- 明石家さんま
- 大平サブロー（一時期、干されていたころの面倒を見ていた）
- オール阪神・巨人 - 『MBSヤングタウン』で共演。その縁でコンビ結成30周年のNGKイベントに出演している。
- ビートたけし
- 上岡龍太郎 - たかじんに影響を与えた人物の一人
- 谷村新司- 桃山学院大学の先輩(二人共中退)。たかじんが鳴かず飛ばずの不遇の時代に、キングレコードから谷村新司の作詞作曲で『機動戦士ガンダム』劇場三部作の第一作目・主題歌『砂の十字架』で13万枚のヒット曲がある。
- ガダルカナル・タカ
- 桑名正博
- リリアン
- 橋下徹（第19代大阪市長、第17代大阪府知事） - 番組で共演。大阪府知事選に当選した橋下と関わりのある人物としてたかじんの名前や過去の映像、番組名を在京のニュース・ワイドショーが頻繁に取り上げた。ただし、在京キー局にてたかじん自身の姿が放送される時は、たかじんの発言が大幅にカットされる事が多かった。
- 平松邦夫（第18代大阪市長） - MBSラジオでパーソナリティをしていた際知り合いになった。橋下より数ヶ月先に大阪市長となったため、知り合いが大阪の二大トップになってしまったのは信じられないと自身の番組内で語っている。橋下と平松がトップ会談をするきっかけを作ったのはたかじんの番組『ムハハnoたかじん』である。時折非公式会談をたかじん宅で行なうことがあった（ただし、たかじんはあくまで場所を提供しただけであって会談に口は一切挟んでいないと『そこまで言って委員会』2008年6月1日放送分で語っている）。
- 宮根誠司 - 番組で共演。『情報ライブ ミヤネ屋』でたかじんの話題を取り上げる事がある。
- 北野誠 - 北野とは長きにわたる親交があり、2009年からの謹慎後、北野を自身の番組で復帰させることを公言。実際に『たかじん胸いっぱい』2010年2月27日放送分で復帰後初出演を果たしている。
- 泰葉 - 1980年代半ば以降、MBSラジオ『ウィークエンド・イングス』『ハロー!ナショナルショウルーム』の共演を縁に親交を深める。当時、根岸の実家に頻繁に出入りした事もあった。そのためか、母・海老名香葉子から林家こぶ平（現：9代目林家正蔵）を預かってくれるように懇願される。その後、しばらくこぶ平はたかじん宅に住み込み、かばん持ちをしていたが、実質たかじんの弟子入りのような形になった。以前ウィキペディアに「たかじんと泰葉は結婚寸前の仲までに発展した」という記述があったことについて、たかじん本人は自らが主筆の発禁!?たかじん新聞のコラムで「根も葉もないデタラメだ」と記述している。
- 志村けん - 大阪・北新地のクラブで同席した際、シースルーのVIPルームに驚いたという。
- 眞鍋かをり - 眞鍋が事務所移籍騒動で思うように芸能活動ができなかった時期に「大阪なら大丈夫」と声を掛け、『たかじんNOマネー〜人生は金時なり〜』に誘う。
- 長戸大幸(音楽プロデューサー・音楽制作会社ビーイング元代表取締役) - 京都時代のミュージシャン仲間。2008年頃に共通の知人を通じて、数十年振りに再会。たかじんの生涯最後となった2009年のコンサートツアーでは、長戸の紹介でGIZA Studio所属のミュージシャンがバックバンドを務めた。
- 中山秀征 - M10味の素事件より前の駆け出しの頃、大阪の番組出演をきっかけに目をかけてもらっており、仕事後も交流があった。旧友がレコード会社のたかじん担当ディレクターであった関係もあり、大物たかじん相手に気負いなく接することができたという。たかじんも司会者としての中山を評価していた。

## 演じた俳優
- 駿河太郎[注 19] -『なめとんか やしきたかじん誕生物語』（2018年11月20日・関西テレビ）